# Cuccio
Le Cuccio est un torrent de Lombardie d'une longueur de 22 km, qui s'écoule en direction nord-sud à travers le Val Cavargna, dans la province de Côme.

## Description
Le Cuccio prend naissance sur les pentes du Pizzo di Gino, dans la commune de San Nazzaro Val Cavargna et traverse le Val Cavargna avant de se jeter dans le lac de Lugano à Porlezza. Il arrose les communes de San Nazzaro Val Cavargna, Cavargna, San Bartolomeo Val Cavargna, Cusino, Carlazzo, Corrido et Porlezza.
Particulièrement spectaculaire est la gorge qui s'étend entre les villages de Carlazzo et Corrido et qui est pleinement agréable à partir du Ponte del Saltone sur la route carrossable reliant les deux localités.
Extrêmement violentes et particulièrement destructrices furent les inondations qui ont frappé la région en 1911 et les débordements du Cuccio causèrent la destruction du Mulino Mambretti (reconstruit en 1912) ainsi que d'importants dégâts à Porlezza.
Le débit du Cuccio est utilisé pour l'énergie hydraulique. Les eaux de la rivière alimentent la centrale hydroélectrique de San Pietro Sovera, construite en 1903 dans le village de Corrido, qui peut produire annuellement environ 20 millions de kWh.

## Sources
- (it) Cet article est partiellement ou en totalité issu de l’article de Wikipédia en italien intitulé « Cuccio » (voir la liste des auteurs).